# 若宮 (福岡市)
若宮（）は、福岡県福岡市東区の町名。現行の行政地名は、若宮一丁目から五丁目まで（住居表示実施済）。面積は86.77ヘクタール。2023年5月末現在の人口は8,664人。郵便番号は813-0036。

## 地理
福岡市の都心とされる中央区天神の北東約7.0キロメートル、東区の南部に位置する。北東で水谷（）、舞松原（）及び八田（）と、東で八田と、南で多々良（）と、南西で多々良及び松崎（）と、西で松崎と隣接する。土地利用は概ね多々良川右岸の丘陵地を造成した住宅地であり、一戸建ての住宅が中心となるが、幹線道路沿いは共同住宅も多い。古くからある幹線道路「千早土井線」に沿って商店街が形成されている。また、国道3号のバイパスである博多バイパスが町域の西側に走っている。

### 都市計画等
都市計画に関しては、「福岡市都市計画マスタープラン」において定められた方針については次のとおりである。若宮と都市の拠点との関係では、若宮の北部が「都心部」に次ぐ「東部広域拠点」の南側外縁部に位置する。また、福岡市道千早土井線の沿道で若宮四丁目附近は、日用品の店舗などが集積する「生活商業地」とされている。交通ネットワークに関しては、都市の骨格となる博多バイパスの沿道や幹線道路である福岡県道21号福岡直方線及び福岡市道千早土井線の沿道は、商業、業務、サービス施設や中高層住宅などが連続した「都市軸」や「沿道軸」に位置付けられている。土地利用については、若宮五丁目の北部が、大規模な住宅団地など中層住宅や高層住宅で形成される「中高層住宅ゾーン」に位置付けられ、住環境の保全・形成や大規模団地の老朽化に対する対応などがまちづくりの視点とされている。これ以外の大部分が、戸建住宅などの低層住宅を主とする「低層住宅ゾーン」に位置付けられ、良好な住環境の保全などがまちづくりの視点とされている。用途地域については次のとおりである。
博多バイパスの道路境界線から概ね50メートルの範囲が第二種住居地域に、北東側の千早土井線の南側道路境界線から概ね50メートルの範囲が近隣商業地域及び第一種住居地域に、南側の福岡直方線の北側道路境界線から概ね50メートルの範囲が第一種住居地域、これら以外の範囲が第一種低層住居専用地域に指定されている。
風致地区については、若宮三丁目の一部が次の地区に含まれており、建築物の建築、宅地の造成、木竹の伐採その他の行為について、都市の風致を維持するための規制がかけられている。
- 「松崎地区」[注釈 4]

また、都市緑地法に基づく規制については、次の特別緑地保全地区が指定されており、建築物の建築等の行為について制限がかけられている。
- 「松崎特別緑地保全地区」[注釈 5]

## 語源
若宮の語源は旧多田羅（）の若（宮）八幡宮に因むのではないかといわれる。

## 人口
若宮一丁目から五丁目までまでについて人口の推移を福岡市の住民基本台帳（公称町別）に基づき示す（単位：人）。集計時点は各年9月末現在である。
- 2001年（平成13年）：9,389
- 2002年（平成14年）：9,458
- 2003年（平成15年）：9,471
- 2004年（平成16年）：9,434
- 2005年（平成17年）：9,272
- 2006年（平成18年）：9,211
- 2007年（平成19年）：9,083
- 2008年（平成20年）：8,965
- 2009年（平成21年）：8,864
- 2010年（平成22年）：8,866
- 2011年（平成23年）：8,947
- 2012年（平成24年）：8,878
- 2013年（平成25年）：8,883
- 2014年（平成26年）：8,774
- 2015年（平成27年）：8,772
- 2016年（平成28年）：8,784
- 2017年（平成29年）：8,774
- 2018年（平成30年）：8,729
- 2019年（令和元年）：8,712
- 2020年（令和2年）：8,716
- 2021年（令和3年）：8,654
- 2022年（令和4年）：8,666

## 交通

### 道路
主な幹線道路は次の通り。

#### 国道
- 博多バイパス（国道3号のバイパス）

国道の写真
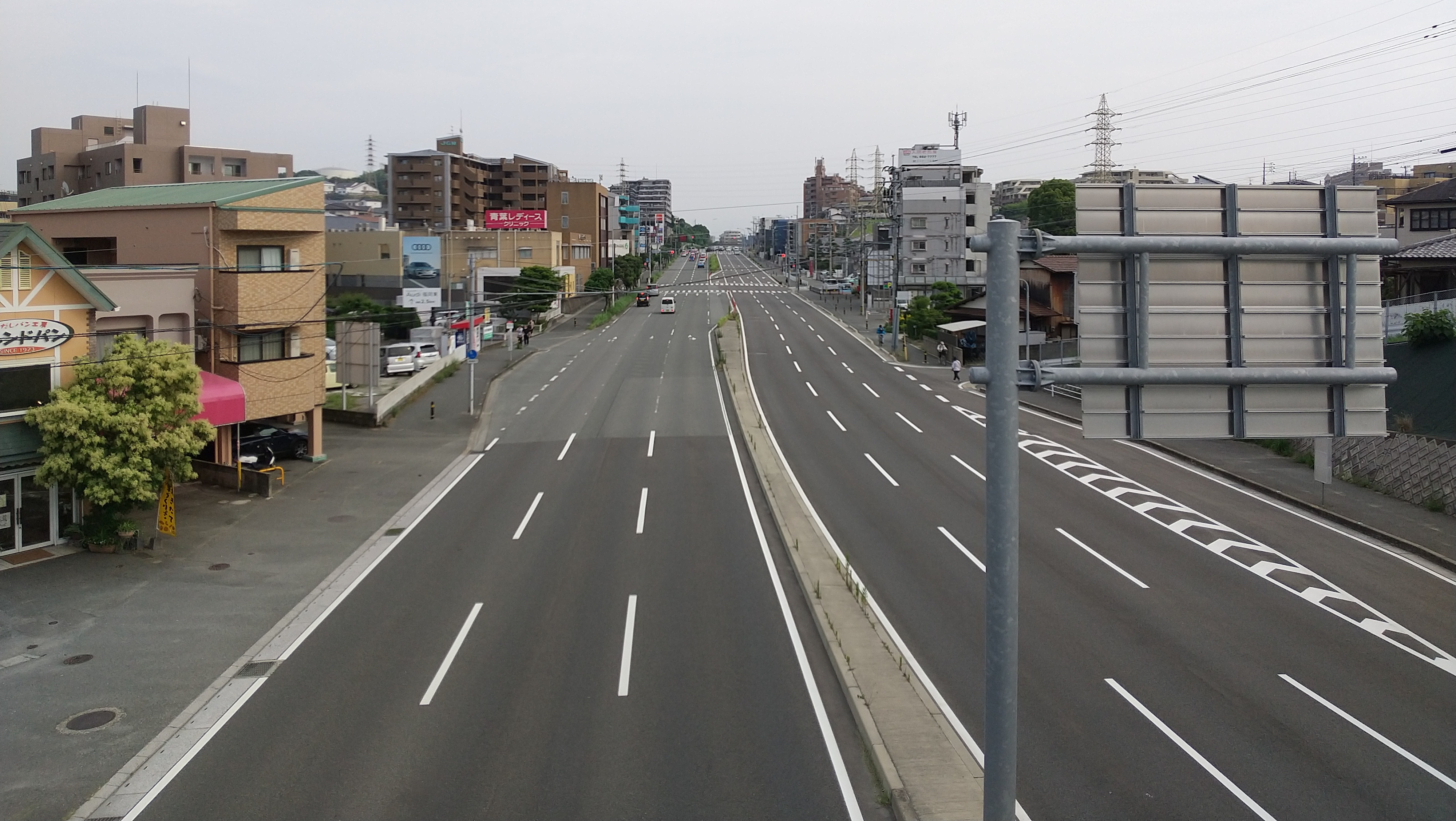
博多バイパス、松崎第2歩道橋より南、左：若宮、右：松崎

#### 県道
- 福岡県道21号福岡直方線
- 福岡県道504号町川原福岡線（一部の区間が博多バイパスとの重複区間）

#### 市道
市道のうち主な幹線道路は次の通り。
- 福岡市道千早土井線（幹線一級市町村道）
- 福岡市道香椎若宮線（幹線二級市町村道）
- 福岡市道若宮多田羅1号線（幹線二級市町村道）
- 福岡市道若宮多田羅2号線（幹線二級市町村道）

### 鉄道
鉄道については、町内に鉄道駅はないが、北方の千早四丁目に九州旅客鉄道（JR九州）の鹿児島本線及び西日本鉄道（西鉄）の貝塚線が通っており、最寄りの駅は次のとおり。
- 千早駅（JR九州及び西鉄の一体、距離は道程で約0.5～2.5キロメートル）
- 名島駅（西鉄、距離は道程で約0.7～2.3キロメートル）

また、西方の舞松原五丁目及び土井三丁目に九州旅客鉄道の香椎線が通っており、最寄りの駅は次のとおり。
- 舞松原駅（距離は道程で約1.1～1.9キロメートル）
- 土井駅（距離は道程で約0.9～2.9キロメートル）

### バス
バスについては、西日本鉄道株式会社が運営する西鉄バスが運行しており、次の停留所がある。
- 国道3号沿い：若宮五丁目
- 福岡直方線沿い：多々良
- 千早土井線沿い：多々良中学校前、若宮田（福岡矯正管区前）、若宮四丁目、舞松原
- 香椎若宮線沿い：若宮入口、若宮田
- 若宮多田羅2号線沿い：若宮一丁目

## 施設

### 公共・公益施設
- 福岡矯正管区（法務省矯正局の地方支分部局で、日本に8つある矯正管区の1つ。矯正研修所の福岡支所も同庁舎内に設置されている。）[注釈 7]
- 福岡市若宮公民館[注釈 8]
- 陣越緑地[注釈 9]
- 親王公園[注釈 10]
- 大浦公園[注釈 11]
- 松崎東公園[注釈 12]
- 若宮2号公園[注釈 13]
- 若宮津山公園[注釈 14]
- 若宮3号公園[注釈 15]

### 学校
町内に次の小学校がある。
- 福岡市立若宮小学校

校区については、小学校区、中学校区についてそれぞれ次の学校の校区に属する。

#### 小学校
- 若宮一丁目：福岡市立八田小学校
- 若宮二丁目から五丁目まで：福岡市立若宮小学校

#### 中学校
- 若宮一丁目：福岡市立多々良中央中学校
- 若宮二丁目から五丁目まで：福岡市立多々良中学校

### その他
- 若宮保育園（若宮四丁目18-8）
- あかつき保育園（若宮一丁目13-16）
- まどか保育園（若宮一丁目12-7）